# Jazmyne Denhollander
Jazmyne Denhollander (8 de enero de 1994) es una deportista canadiense que compite en piragüismo en la modalidad de eslalon. Ganó una medalla de oro en el Juegos Panamericanos de 2015 en la prueba de K1 individual.

## Palmarés internacional
| Juegos Panamericanos | Juegos Panamericanos | Juegos Panamericanos | Juegos Panamericanos |
| Año                  | Lugar                | Medalla              | Competición          |
| -------------------- | -------------------- | -------------------- | -------------------- |
| 2015                 | Toronto (Canadá)     | Medalla de oro       | K1 individual        |